# Luis Álvarez Murillo
Luis Antonio Álvarez Murillo (Mexicali, Baja California, 13 de abril de 1991), conocido también por su apodo como El Abuelo, es un deportista mexicano de la especialidad de tiro con arco. 
Álvarez participó en los Juegos Olímpicos de Londres 2012 representando a México en el tiro con arco en la competencia individual y en equipo.
Álvarez participó en los Juegos Olímpicos de Tokio de 2020, que comenzaron en julio de 2021. Obtuvo la medalla de bronce en la prueba por equipos mixta, junto a Alejandra Valencia, el 24 de julio.

## Resultados
| Año  | Evento                                                        | Individual        | Equipo Varonil    | Equipo Mixto      |
| ---- | ------------------------------------------------------------- | ----------------- | ----------------- | ----------------- |
| 2012 | Juegos Olímpicos de Londres 2012                              | 17                | 4                 | -                 |
| 2013 | Grand Prix Mexicano de 2013                                   | Medalla de oro    | -                 | -                 |
| 2014 | Juegos Centroamericanos y del Caribe de 2014                  | Medalla de oro    | Medalla de oro    | -                 |
| 2015 | Juegos Panamericanos de 2015                                  | Medalla de oro    | Medalla de oro    | -                 |
| 2018 | Campeonato Panamericano de Tiro con Arco de 2018              | -                 | -                 | Medalla de bronce |
| 2019 | Grand Prix Mexicano de 2019 (evento de Clasificación Mundial) | Medalla de bronce | -                 | -                 |
| 2021 | Campeonato Panamericano de Tiro con Arco de 2021              | -                 | Medalla de bronce | -                 |
| 2021 | Juegos Olímpicos de Tokio 2020                                |                   |                   | Medalla de bronce |